# Pic varié
Veniliornis mixtus
Espèce
Statut de conservation UICN

 LC  : Préoccupation mineure
Synonymes
- Picus mixtus (protonyme)
- Picoides mixtus

Le Pic varié (Veniliornis mixtus) est une espèce d'oiseaux de famille des Picidae.

## Répartition
L'aire de répartition de cet oiseau s'étend sur le sud du Brésil et de la Bolivie, le Paraguay,l'Uruguay et le nord de l'Argentine.

## Sous-espèces
Cet oiseau est représenté par quatre sous-espèces :
- Veniliornis mixtus berlepschi (Hellmayr, 1915) ;
- Veniliornis mixtus cancellatus (Wagler, 1829) ;
- Veniliornis mixtus malleator (Wetmore, 1922) ;
- Veniliornis mixtus mixtus (Boddaert, 1783).